# 采育镇
采育镇是中国北京市大兴区下辖的一个镇，位于永定河冲积平原东南部，104国道穿镇而过。2000年由原大皮营乡、凤河营乡、采育镇合并为现有采育镇。

## 行政区划
采育镇下辖55个村委会：南山东营一、南山东营二、北山东营、东营二、南营二、南营三村二、南营三村三、西营一、西营二、西营三、西营四、宁家湾、东庄、屯留营、邵各庄、岳街、前甫、后甫、下黎城、北营、施家务、南辛店一、南辛店二、西辛庄、北辛店、大黑垡、凤河营、沙窝营、庙洼营、延寿营、康营、罗庄、张各庄、龙门庄、东半壁店、大里庄、倪家、东潞洲、大皮营一、大皮营二、大皮营三、小皮营、包头营、辛庄营、韩营、广佛寺、杨堤、大同营、山西营、利市营、铜佛寺、潘铁营、沙窝店。